# Phare de Punta de Anaga
Le phare de Punta de Anaga est un phare situé sur la municipalité de Santa Cruz de Tenerife, à l'extrémité nord du Massif d'Anaga (Réserve de biosphère), sur l'île de la Tenerife, dans les Îles Canaries (Espagne).
Il est géré par l'autorité portuaire de la Province de Santa Cruz de Tenerife (Autoridad Portuaria de Santa Cruz de Tenerife).

## Histoire
Il avait d'abord été proposé de construire un phare de second ordre sur les îles Selvagens, un archipel du Portugal entre les îles Canaries et Madère qui se trouve à 165 km au nord de Tenerife. Mais la souveraineté des îles étant un problème, une lumière de premier ordre a été installée à Punta de Anaga à la place.
Terminé en 1864, c'est l'un des plus anciens phares des îles Canaries ; le phare de Punta Jandía sur Grande Canarie a également été ouverte la même année.
Construit dans un style similaire à d'autres phares canariens du 19e siècle, il se compose d'une maison blanche d'un seul étage, avec une roche volcanique sombre utilisée pour les décors de la maçonnerie. Une tour de 12 mètres de haut, avec une galerie jumelée, est attenante au côté de la mer, face à l'océan Atlantique.
Le phare conserve encore son objectif original avec une lentille de Fresnel, fourni par Barbier, Bénard et Turenne de Paris. Avec une hauteur focale de 247 mètres au-dessus de la mer, sa lumière peut être vue jusqu'à 21 milles marins (39 km).
Identifiant : ARLHS : CAI-001 ; ES-12630 - Amirauté : D2820 - NGA :23852 .

### Lien connexe
- Liste des phares des îles Canaries